# میلوود (کارولینای جنوبی)
میلوود (به انگلیسی: Millwood) یک منطقهٔ مسکونی در ایالات متحده آمریکا است که در شهرستان سومتر، کارولینای جنوبی واقع شده‌است. میلوود ۲٫۱ کیلومتر مربع مساحت و ۸۸۵ نفر جمعیت دارد و ۵۲ متر بالاتر از سطح دریا واقع شده‌است.